# Fluor-Liddicoatit
Das Mineral Fluor-Liddicoatit ist ein sehr seltenes Ringsilikat aus der Turmalingruppe und hat die idealisierte chemische Zusammensetzung Ca(Li2Al)Al6(Si6O18)(BO3)(OH)3F.
Fluor-Liddicoatit kristallisiert meist mit trigonaler Symmetrie und bildet prismatische Kristalle von wenigen Millimetern bis Dezimetern Länge und deutlicher Streifung auf den Prismenflächen in Längsrichtung. Anhand äußerer Kennzeichen ist Fluor-Liddicoatit kaum von ähnlich gefärbten, anderen Mineralen der Turmalingruppe wie Elbait, Olenit oder Rossmanit zu unterscheiden. Wenn gefärbt, zeigt Fluor-Liddicoatit einen deutlichen Pleochroismus und, wie alle Minerale der Turmalingruppe, ist er pyroelektrisch und piezoelektrisch.
Fluor-Liddicoatit tritt in calcium- und lithiumreichen Pegmatiten auf. Die genaue Lage der Typlokalität ist nicht bekannt. Die zuerst beschriebenen Kristalle stammen aus den Böden in der Nähe von Antsirabe in der Provinz Antananarivo in Madagaskar.

## Etymologie und Geschichte
Lithiumhaltige Turmaline kennt man seit der Entdeckung des Elementes Lithium im Jahr 1818.

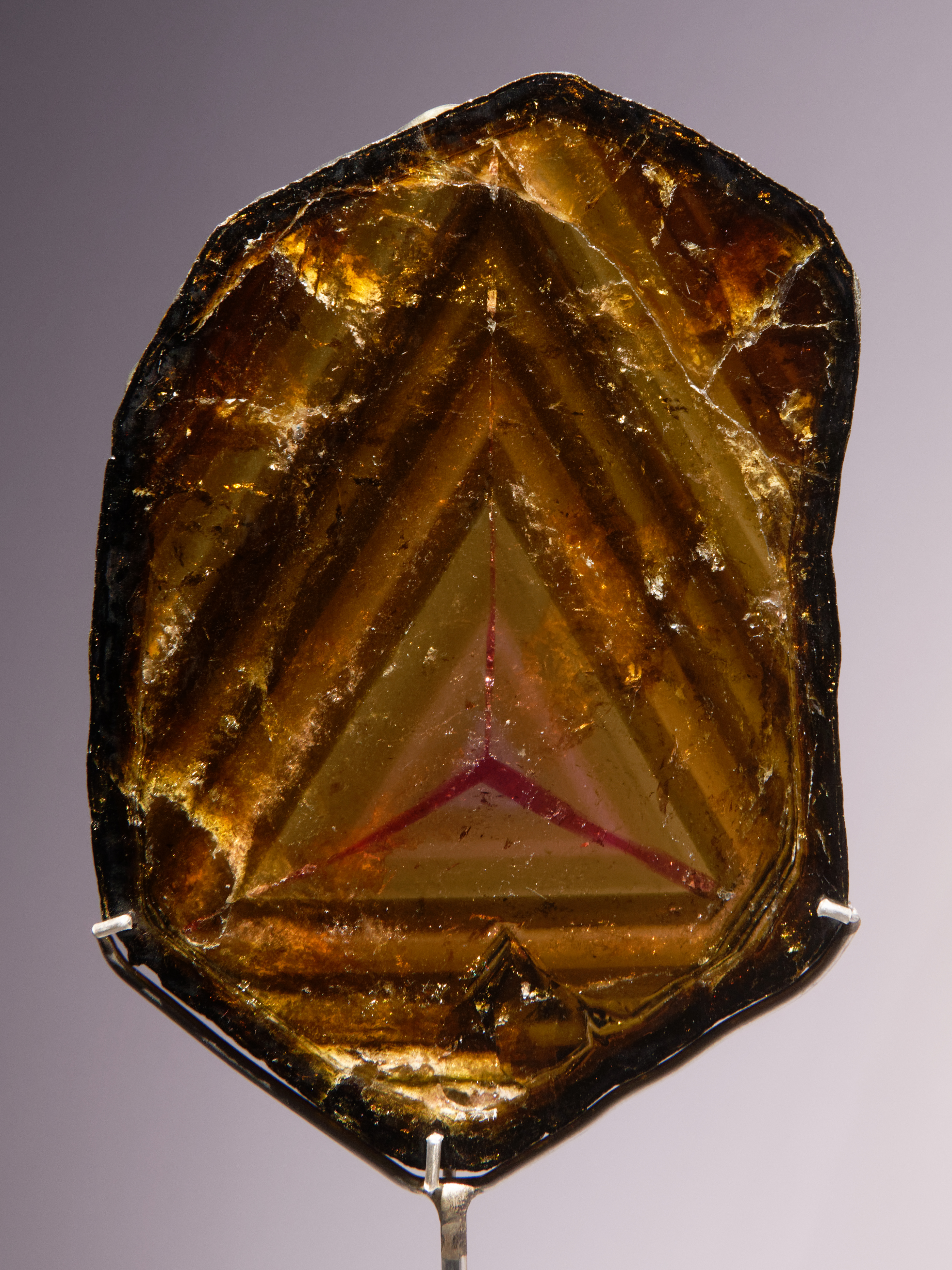
Turmalin aus Madagaskar mit schmalen, roten Sektoren, ausgestellt in der Galerie de Minéralogie et de Géologie des Muséum national d’histoire naturelle in Paris.

Alfred Lacroix, Professor für Mineralogie am Muséum national d’histoire naturelle, war der erste, der 1891 die Turmaline aus Madagaskar und deren einzigartige Zonierungen beschrieb, für die diese Turmaline noch heute bekannt sind. Erste Fotos dieser zonierten Turmalinscheiben publizierte er 1908. In den folgenden Jahren wurden die Pegmatite Madagaskars und deren Turmaline von Louis Duparc und Mitarbeitern eingehend untersucht. Sie dokumentierten die zum Teil hohen Calciumgehalte dieser Turmaline.
Als eigenständiges Mineral beschrieben wurde der Calcium-Lithium-Turmalin 1977 von Pete J. Dunn und Mitarbeitern am National Museum of Natural History in Washington, D.C. Sie untersuchten detritische Turmaline aus der Umgebung von Antsirabe und nannten den neuen Turmalin Liddicoatit nach dem Präsidenten des Gemological Institute of America, Richard T. Liddicoat.
Mit der Klassifikation der Turmaline von Frank C. Hawthorne und Darrel James Henry im Jahr 1999 wurden die Endglieder genauer definiert. Neben dem Ca-Al-Li-F-Turmalin Liddicoatit wurden noch die hypothetischen Endglieder Hydroxy-Liddicoatit und Oxy-Liddicoatit eingeführt.
Bei der Überarbeitung dieser Klassifikation im Jahr 2011 wurden die Namen der Endglieder geändert. Für das Fluor-Endglied wurde der Name Fluor-Liddicoatit eingeführt und der Name Liddicoatit wurde dem bislang (2022) hypothetischen OH-Endglied zugewiesen.

## Klassifikation
In der strukturellen Klassifikation der International Mineralogical Association (IMA) ist Fluor-Liddicoatit das einzige anerkannte Mineral in der Calcium-Untergruppe 2 der Calciumgruppe in der Turmalinobergruppe.
Da Fluor-Liddicoatit erst 1977 als Mineral anerkannt wurde, ist es in der ebenfalls letztmalig 1977 herausgegebenen 8. Auflage der Mineralsystematik nach Strunz noch nicht verzeichnet.
Im Lapis-Mineralienverzeichnis nach Stefan Weiß, das sich im Aufbau noch nach dieser alten Form der Systematik von Karl Hugo Strunz richtet, führt das Mineral unter der System- und Mineral-Nr. VIII/E.19-080. In der „Lapis-Systematik“ entspricht dies der Abteilung „Ringsilikate“, wo Fluor-Liddicoatit zusammen mit Adachiit, Bosiit, Chromdravit (heute Chrom-Dravit), Chromo-Aluminopovondrait (heute Chromo-Alumino-Povondrait), Darrellhenryit, Dravit, Elbait, Feruvit, Fluor-Buergerit, Fluor-Dravit, Fluor-Elbait, Fluor-Schörl, Fluor-Tsilaisit, Fluor-Uvit, Foitit, Lucchesiit, Luinait-(OH) (heute diskreditiert), Magnesiofoitit, Maruyamait, Oxy-Chromdravit (heute Oxy-Chrom-Dravit), Oxy-Dravit, Oxy-Foitit, Oxy-Schörl, Oxy-Vanadiumdravit (heute Oxy-Vanadium-Dravit), Rossmanit, Schörl, Olenit, Povondrait, Tsilaisit, Uvit, Vanadio-Oxy-Chromdravit (heute Vanadio-Oxy-Chrom-Dravit), Vanadio-Oxy-Dravit die „Turmalin-Gruppe“ bildet (Stand 2018).
Die seit 2001 gültige und bislang von der IMA verwendete 9. Auflage der Strunz’schen Mineralsystematik führt den Fluor-Liddicoatit noch als Liddicoatit in der Klasse 9 der „Silikate und Germanate“ und dort in der Abteilung C der „Ringsilikate“ auf. Diese Abteilung ist weiter unterteilt nach der Größe, Verknüpfung und Verzweigung der Silikatringe, so dass das Mineral entsprechend seinem Aufbau in der Unterabteilung „K. [Si6O18]12−-Sechser-Einfachringe mit inselartigen, komplexen Anionen“ zu finden ist, wo es zusammen mit Buergerit (Rd, heute Fluor-Buergerit), Chromdravit (heute Chrom-Dravit), Dravit, Elbait, Feruvit, Foitit, Magnesiofoitit, Olenit, Povondrait, Rossmanit, Schörl, Uvit, Vanadiumdravit (Rd, heute Oxy-Vanadium-Dravit) zur „Turmalingruppe“ mit der System-Nr. 9.CK.05 gehört.
Die vorwiegend im englischen Sprachraum gebräuchliche Systematik der Minerale nach Dana ordnet den Fluor-Liddicoatit noch als Liddicoatit mit der Systemnummer 61.03b.01.02 in die Calciumhaltige Turmalin-Untergruppe (61.03b) der Ringsilikate: Sechserringe mit Boratgruppen, wo er mit Feruvit, Uvit (heute Fluor-Uvit) und Hydroxy-Uvit (heute Uvit) die „Liddicoatit-Untergruppe“ bildet.

## Chemismus
Fluor-Liddicoatit ist das Calcium-Analog von Fluor-Elbait und hat die idealisierte Zusammensetzung [X]Ca[Y](Li2Al)[Z]Al6([T]Si6O18)(BO3)3[V](OH)3[W]F, wobei [X], [Y], [Z], [T], [V] und [W] die Positionen in der Turmalinstruktur sind. Für den Fluor-Liddicoatit aus der Typlokalität wird folgende Strukturformel angegeben:
- [X](Ca0,72Na0,27)[Y](Li1,59Al1,13Fe2+0,11Ti4+0,05Mn2+0,04 Mg0,03 ◻0,05)[Z]Al6,00[T](Si6,02)O18(BO3)3[V][(OH)2,73O0,27][W][F0,87(OH)0,13][4]

Das '◻' in diesen Formeln symbolisiert eine Leerstelle, eine nicht besetzte Atomposition in der Kristallstruktur. Fluor-Liddicoatit bildet Mischkristalle vor allem mit Rossmanit und Elbait, entsprechend der Austauschreaktionen:
- [X]Ca2+ + [Y]Li+ = [X]◻ + [Y]Al3+ (Fluor-Rossmanit)
- [X]Ca22+ + [Y]Li+ = [X]Na2 + [Y]Al3+ (Fluor-Elbait)

In Elbait-Fluor-Liddicoatit-Kristallen aus Anjanabonoina (Madagaskar) wurde zudem er Ersatz von Silizium durch Bor nachgewiesen, gekoppelt an Leerstellen auf der [Y]-Position.

### Oszillierende Zonierung

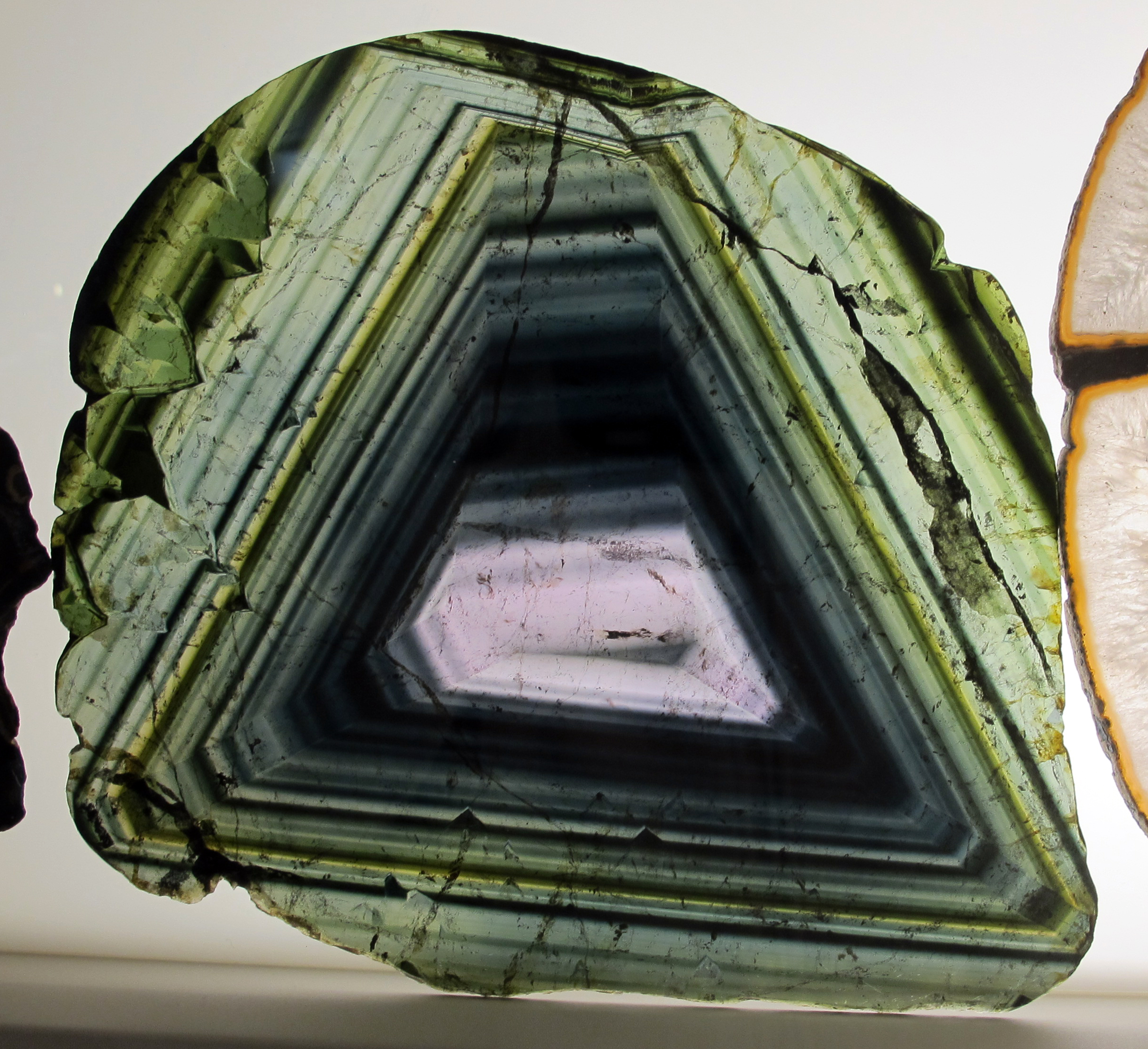
Liddicoatit mit oszillierender Zonierung aus Madagaskar

Die Liddicoatite aus Madagaskar sind seit ihrer Entdeckung bekannt für ihre farbige, oszillierende Zonierung. Eingehend untersucht wurde sie an einer Turmalinscheibe, die senkrecht zu den Prismenflächen aus einem Liddicoatit-Kristall aus dem Anjanabonoina-Pegmatit in Zentralmadagaskar geschnitten wurde. Die farbliche Zonierung wird hervorgerufen durch oszillierende Änderung der Gehalte einiger Elemente auf der [X]- und [Y]-Position der Turmalinstruktur entsprechend folgender Austauschreaktionen:
- [X]Na+ + [Y](Fe,Mg,Mn)2+ = [X]Ca2+ + [Y]Li+
- 2[Y](Fe,Mg,Mn)2+ = [Y]Li+ + [Y]Al3+,

die zusammengenommen einer Mischkristallbildung von Liddicoatit mit Dravit, Schörl und Tsilaisit entsprechen.
Die geringen Gehalte an Blei (Pb2+) und Titan (Ti4+) hingegen zeigen keine oszillierende Zonierung.
Für einfache oszillierende Zonierungen z. B. an Plagioklasen oder Zirkon konnte gezeigt werden, dass sie bei Kristallisation im chemischen Ungleichgewicht entstehen und durch eine Wechselwirkung von Kristallwachstum und Diffusion der kristallisierenden Elemente in der Lösung oder Schmelze hervorgerufen werden. Ob und wie dies auf die komplexere Zonierung der Turmaline übertragen werden kann, ist nicht abschließend geklärt.

## Kristallstruktur
Fluor-Liddicoatit kristallisiert meist mit trigonaler Symmetrie in der Raumgruppe R3m (Raumgruppen-Nr. 160) mit 3 Formeleinheiten pro Elementarzelle. Die Gitterparameter des Fluor-Liddicoatit aus der Typlokalität sind a = 15,867(4) Å, c = 7,135(4) Å.
Die Kristallstruktur ist die von Turmalin. Calcium (Ca2+) besetzt die von 9 Sauerstoffen umgebene X-Position, die oktaedrisch koordinierte [Y]-Position ist gemischt besetzt mit zwei Lithium- (Li+) und einem Aluminiumion (Al3+) und die kleinere, ebenfalls oktaedrisch koordinierte [Z]-Position enthält Aluminiumionen. Die tetraedrisch koordinierte [T]-Position enthält Silizium (Si4+). Die [V]-Anionenposition enthält (OH−)-Gruppen und die [W]-Anionenposition vorwiegend Fluorionen (F−).

### Sektorzonierung und Symmetrieerniedrigung

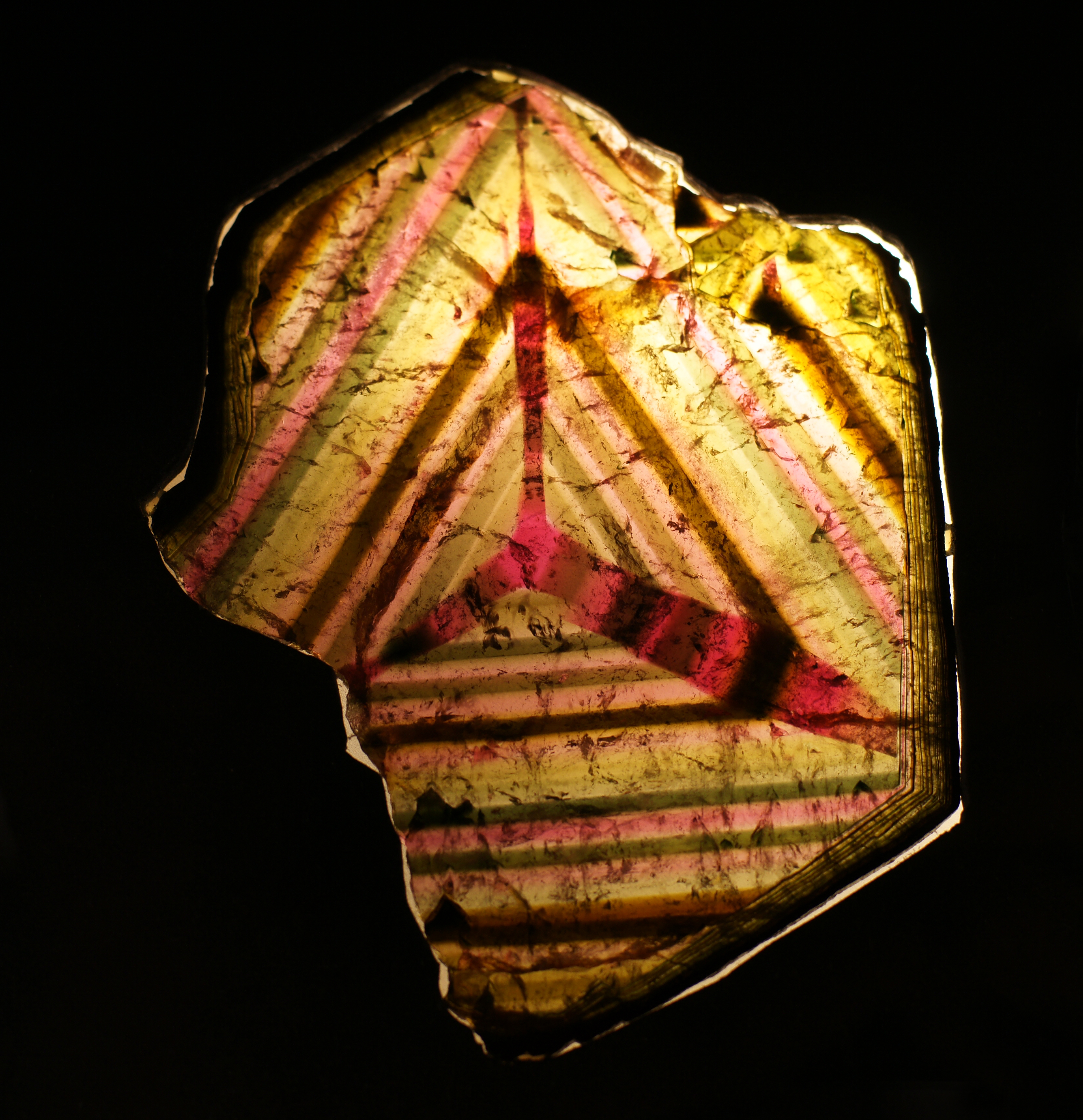
Sektorzonierter Turmalin, vermutlich aus Madagaskar

A. Madelung beschrieb bereits 1883 optisch zweiachsige Turmaline. Die optischen Eigenschaften sind sehr sensible Indikatoren für die Symmetrie von Kristallen und Zweiachsigkeit weist auf eine Symmetrie hin, die niedriger ist als die des trigonalen Kristallsystems. 1908 beschrieb Alfred Lacroix sektorzonierte Turmaline aus Madagaskar. In Turmalinscheiben, die quer zu den Prismenflächen geschnitten worden waren, beobachtete er schmale rote Zonen im Winkel von 120° zueinander.
Eine genaue Untersuchung der Sektoren eines liddicoatitischen Turmalins aus Jochy, Madagaskar, publizierte eine Arbeitsgruppe der Universität Tōhoku 2001. Die optisch zweiachsigen Sektoren dieser Turmaline unterscheiden sich sowohl in ihrer Zusammensetzung wie auch in ihrer Symmetrie. Der zentrale c-Sektor bildete sich beim Kristallwachstum auf der (0001)-Fläche mit trigonaler Symmetrie und fluorliddicoatitischer Zusammensetzung. Gleiche Zusammensetzung haben die triklinen auf {022̅1}-Pyramidenflächen gewachsenen o-Sektoren (drei im 120° Winkel) und die auf {101̅1}-Pyramiden gewachsenen r-Sektoren. Die auf den Prismenflächen gewachsenen m{101̅0}- und a{112̅0}-Sektoren haben fluorelbaitische Zusammensetzung und für den a-Sektor wurde eine im Großen und Ganzen orthorhombische Symmetrie ermittelt.
Wie sich diese optisch zweiachsigen Sektoren mit niedriger Symmetrie bilden könnten, konnte durch Strukturbestimmungen eines sektorzonierten Elbait-Liddicoatit-Mischkristalls aus dem Malkhan Pegmatitfeld in der Region Transbaikalien aufgeklärt werden. Im o{022̅1}-Sektor, der sich beim Wachstum des Kristalls entlang der {022̅1}-Prismenfläche gebildet hat, nimmt der optische Achsenwinkel zusammen mit der Ordnung von Lithium (Li) und Aluminium (Al) auf den Y-Oktaedern zu. Im Inneren eines idealen trigonalen Turmalinkristalls haben alle Y-Oktaeder die gleiche Symmetrie und gleiche mittlere Zusammensetzung. Auf der Oberfläche der {022̅1}-Flächen sind diese Gitterpositionen nicht mehr gleichwertig. Ihre Symmetrie ist niedriger. Beim Wachstum des Kristalls entlang dieser Fläche führt dies zu einem teilweise geordneten Einbau von Li und Al in die Struktur. Diese geordnete Verteilung der Kationen bleibt im Inneren des Sektors erhalten und führt zu dessen niedriger Symmetrie.

## Bildung und Fundorte

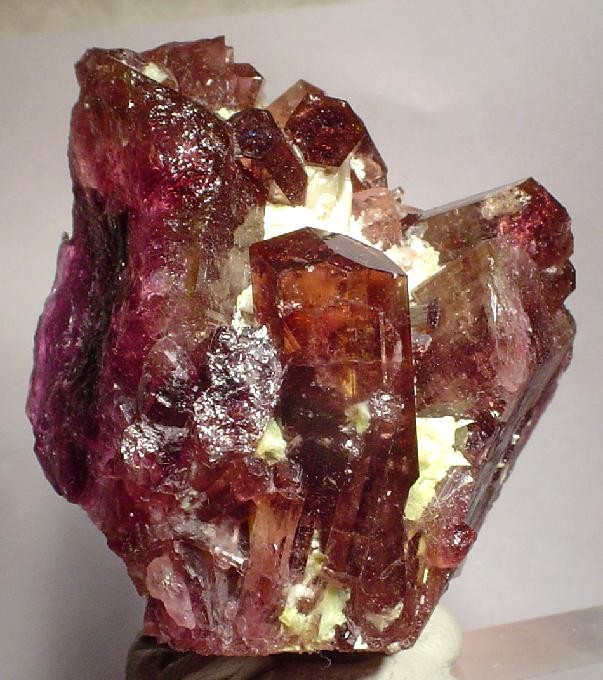
Liddicoatit aus dem Anjanabonoina-Pegmatit, Madagaskar

Fluor-Liddicoatit ist ein sehr seltener Turmalin, der in der Spätphase der magmatischen Prozesse aus stark fraktionierten, granitischen Restschmelzen in lithiumreichen Pegmatiten kristallisiert. Meist bildet er nur den äußersten dünnen Rand elbaitischer Turmaline. Hierfür wird das geochemisch unterschiedliche Verhalten der Elemente Calcium, Lithium und Bor verantwortlich gemacht. Während Calcium schon in früheren Stadien der Kristallisation in Feldspäten, Pyroxenen und Apatit abgeschieden wird, reichern sich Lithium, Bor, Fluor und Silizium in den Restlösungen an. Dies erklärt, warum calciumreiche Turmaline in Pegmatiten eher selten sind. Dass sie dennoch vorkommen, wird mit der möglichen Bildung von Ca-F-Komplexen erklärt, die Calcium in der Lösung halten und eine Anreicherung von Calcium in diesen Lösungen herbeiführen. In der letzten Phase der Kristallisation granitischer Pegmatite ermöglicht dies die Bildung von Calcium- und Fluor-haltigen Mineralen wie Fluor-Liddicoatit. Eine weitere Möglichkeit der späten Calciumanreicherung besteht in der Zufuhr von außen durch Lösungen, die Calcium aus dem Nebengestein herausgelöst haben. Schließlich können im Zuge einer Kontaktmetamorphose Kalksteine durch magmatische Lösungen verändert werden (Skarne).
Fluor-Liddicoatit ist bislang (2022) nur an wenigen Fundorten weltweit nachgewiesen worden, die meisten davon in Madagaskar. Die Typlokalität sind Böden aus der Umgebung von Antsirabe in der Provinz Antananarivo (heute: Region Vakinankaratra) in Madagaskar. Die genaue Herkunft des Typmaterials ist nicht bekannt.
Die Pegmatite der Anjanabonoina Mine 55 km westlich von Antsirabe wurden bereits 1894 entdeckt und seit Beginn des 20. Jahrhunderts abgebaut. Die LCT (Lithium, Cäsium, Tantal) und NYF (Niob, Yttrium, Fluor)-Pegmatite der Region sind tiefgründig verwittert und die Feldspäte sind weitgehend in Kaolin umgewandelt. In Miarolen wurden dort bis zu 80 cm lange, äußerlich schwarze Elbait-Liddicoatit-Kristalle mit außergewöhnlich farbiger, oszillierender Zonierung gefunden. Sie treten zusammen mit Kalifeldspat, Quarz, Albit (Cleavelandit), Spodumen, Bismut, Spessartin, Beryll, Hambergit, Danburit, Phenakit und Skapolith auf.
In Tschechien konnte Fluor-Liddicoatit in einem Pegmatit des Elbait-Subtyps bei Bližná nahe Pošumaví in Südböhmen nachgewiesen werden. Das Nebengestein ist ein Dolomit-Calcit-Marmor. Turmaline finden sich in zwei Bereichen. Zum einen entwickelte sich im zentralen Bereich des grobkörnigen Gangs die Turmalinzusammensetzung von Schörl über manganhaltigen Fluor-Elbait zu Fluor-Liddicoatit. Begleitminerale sind hier Mikroklin, Quarz, Albit und akzessorisch Diopsid, Datolith, Titanit, Zirkon, Bastnäsit-(Ce), Hydroxylbastnäsit-(Ce), Allanit-(Ce), Apatit, Mikrolith und Axinit-(Mn). Im Randbereich in unmittelbarer Nähe zu einer Reaktionszone mit dem umgebenden Marmor entwickelte sich die Turmalinzusammensetzung von Fluor-Uvit und Schörl über Fluor-Ebait zu Fluor-Liddicoatit und schließlich zu Dravit. Begleitminerale sind Mikroklin, Quarz und Albit.

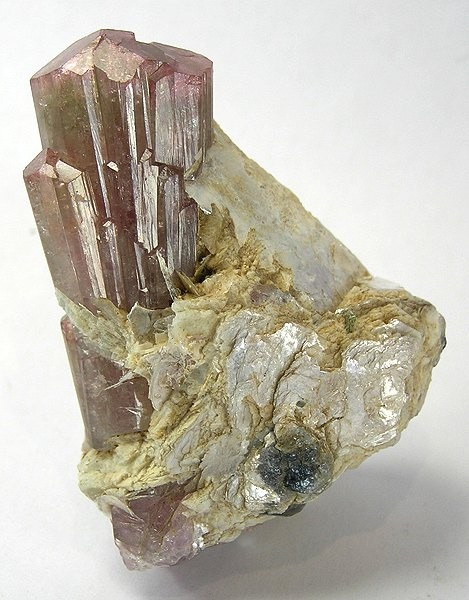
Liddicoatit aus Luc Yen in der Provinz Yên Bái in Vietnam

Das bedeutendste Abbaugebiet Sibiriens für Turmaline in Edelsteinqualität ist das Malkhan Pegmatitfeld südöstlich von Ulan-Ude bei Krasnyi Chikoy in der Region Transbaikalien in Russland. Fluor-Liddicoatit bildet hier meist den Randbereich zonierter Turmaline und findet sich in Miarolen zusammen mit Kalifeldspat, der Albit-Varietät Cleavelandit, Quarz, Lithiumglimmern, Spessartin und seltener Danburit, Hambergit und rosa Beryll. Als späte hydrothermale Minerale kommen noch die Zeolithe Stilbit und Laumontit sowie Axinit und Adular hinzu. Der ergiebigste Pegmatit der Region, Sosedka, führte zudem noch Bismuthinit, Strüverit, Ilmenorutil, Monazit und Ixiolith.
In Ontario, Kanada intrudierten pegmatitische Schmelzen in basische Metavulkanite und Grauwacken. Die Zusammensetzung der Turmaline dieser LCT-Pegmatite entwickelte sich von Foitit über Schörl und Elbait zu Fluor-Elbait. Im Gang 1 des McCombe-Pegmatites kristallisierte als letzte Turmalinphase nach Fluor-Elbait schließlich Fluor-Liddicoatit. Begleitminerale sind Spodumen und Quarz. Des Weiteren wurde in dem Pegmatit Kalifeldspat, Manganocolumbit, Tantalit-(Mn), Mikrolith, Petalit, Beryll, Lepidolith, Almandin-Spessartin-reicher Granat sowie Fluor-Apatit beschrieben.
Weitere bestätigte Funde stammen aus Brasilien (z. B. Coronel Murta Gebiet), der Demokratischen Republik Kongo, Mosambik, dem Ogbomosho-Gebiet und dem Abuja-Gebiet in Nigeria, Sanga-Sanga in Tansania und Luc Yen in der Provinz Yên Bái, Vietnam.
Lithium-reiche Calcium-Turmaline wurden aus einem Pegmatit des Sangilen-Hochlands in der autonomen Republik Tuwa in Sibirien beschrieben. Sie wurden als neuer „Oxy-Fluor-Liddicoatit“ beschrieben, die Lithium- und OH-Gehalte wurden jedoch nicht direkt gemessen, sondern über die Summe der Kationen berechnet.